# Вельхвайлер
Вельхвайлер (нім. Welchweiler) — громада в Німеччині, розташована в землі Рейнланд-Пфальц. Входить до складу району Кузель. Складова частина об'єднання громад Альтенглан.
Площа — 3,48 км2. Населення становить 194 ос. (станом на 31 грудня 2020).